# アーセナルFCの選手一覧
アーセナルFCの選手一覧は、イングランドのロンドンに本拠地を置くアーセナルFCに現在在籍しているまたは過去に在籍していた選手・監督の一覧である。

## 現所属メンバー
2024年8月31日現在

### スタッフ
| 役職                                     | 名前                           | 在籍年月    | 前職                                                 |
| 監督                                     | ミケル・アルテタ               | 2019年12月- | マンチェスター・シティFC (コーチ)                    |
| 助コーチ                                 | アルベルト・スタイフェンベルフ | 2019年-     | ウェールズ代表 ※ EURO2020まで兼任                    |
| 助コーチ                                 | スティーヴ・ラウンド           | 2019年-     | アストン・ヴィラFC（FD）                             |
| 助コーチ                                 | カルロス・クエスタ             | 2020年-     | ユヴェントスFCU-17（第二コーチ）                     |
| 助コーチ                                 | ミゲル・モリーナ               | 2020年-     | アトレティコ・マドリード（ハイパフォーマンスコーチ） |
| セットプレーコーチ                       | ニコラス・ジョバー             | 2021年-     | マンチェスター・シティFC（セットプレーコーチ）       |
| GKコーチ                                 | イニャキ・カーニャ・パボン     | 2019年-     | ブレントフォードFC                                   |
| パフォーマンス長                         | シャド・フォーサイス           | 2014年-     | ドイツ代表                                           |
| ストレングス＆コンディショニング・コーチ | バリー・ソラン                 | 2015年-     | ポーランド代表                                       |

### 選手
| Pos | No. | 選手名                        | 在籍年                    | 前所属                                   | 備考 |
| GK  | 22  | ダビド・ラヤ ★                | 2023年8月-                | ブレントフォードFC                       |      |
| GK  | 32  | () ネト                       | 2024年8月-                | AFCボーンマス                            |      |
| DF  | 2   | ウィリアン・サリバ            | 2019年7月-                | ASサンテティエンヌ                       |      |
| DF  | 3   | キーラン・ティアニー          | 2019年8月-                | レアル・ソシエダ                         |      |
| DF  | 4   | ベン・ホワイト ★              | 2021年7月-                | ブライトン・アンド・ホーヴ・アルビオンFC |      |
| DF  | 6   | ガブリエウ・マガリャンイス    | 2020年9月-                | リール                                   |      |
| DF  | 12  | ユリエン・ティンバー          | 2023年7月-                | AFCアヤックス                            |      |
| DF  | 15  | ヤクブ・キヴィオル            | 2023年1月-                | スペツィア・カルチョ                     |      |
| DF  | 17  | オレクサンドル・ジンチェンコ  | 2022年7月-                | マンチェスター・シティFC                 |      |
| DF  | 18  | 冨安健洋                      | 2021年8月-2025年7月       | ボローニャFC                             |      |
| DF  | 33  | リッカルド・カラフィオーリ    | 2024年8月-                | ボローニャFC                             |      |
| MF  | 5   | トーマス・パーテイ            | 2020年10月-               | アトレティコ・マドリード                 |      |
| MF  | 8   | マルティン・ウーデゴール      | 2021年1月-6月、2021年8月- | レアル・マドリード                       |      |
| MF  | 20  | () ジョルジーニョ             | 2023年1月-                | チェルシーFC                             |      |
| MF  | 23  | ミケル・メリーノ              | 2024年8月-                | レアル・ソシエダ                         |      |
| MF  | 29  | カイ・ハフェルツ              | 2023年7月                 | チェルシーFC                             |      |
| MF  | 41  | デクラン・ライス              | 2023年7月-                | ウェストハム・ユナイテッドFC             |      |
| FW  | 7   | () ブカヨ・サカ               | 2019年7月-                | アーセナルFCユース                       |      |
| FW  | 9   | ガブリエウ・ジェズス          | 2022年7月-                | マンチェスター・シティFC                 |      |
| FW  | 11  | () ガブリエウ・マルティネッリ | 2019年7月-                | イトゥアーノFC                           |      |
| FW  | 19  | レアンドロ・トロサール        | 2023年1月-                | ブライトン・アンド・ホーヴ・アルビオンFC |      |
| FW  | 30  | () ラヒーム・スターリング ★   | 2024年8月-                | チェルシーFC                             |      |

※括弧内の国旗はその他の保有国籍を、★はホーム・グロウン選手、☆はU-21登録選手を示す。

#### ローン移籍
| Pos | No. | 選手名                    | 在籍年     | 移籍先        | 移籍期間      | 備考 |
| GK  | 32  | () ネト                   | 2024年8月- | AFCボーンマス | 2025年6月30日 |      |
| FW  | 30  | () ラヒーム・スターリング | 2024年8月- | チェルシーFC  | 2025年6月30日 |      |

| Pos | No. | 選手名                          | 在籍年     | 移籍先                 | 移籍期間       | 備考                                  |
| GK  | 31  | カール・ハイン                  | 2021年9月- | レアル・バジャドリード | 2025年6月30日  |                                       |
| DF  | 20  | ヌーノ・タヴァレス              | 2021年7月- | SSラツィオ             | 2025年6月30日  |                                       |
| MF  | 21  | ファビオ・ヴィエイラ            | 2022年6月- | FCポルト               | 2025年6月30日  |                                       |
| MF  | 23  | () アルベール・サンビ・ロコンガ | 2021年7月- | セビージャFC           | 2025年6月30日  | エミール・スミスロウ フラムへ移籍完全 |
| FW  | 24  | () リース・ネルソン ★           | 2019年7月- | フラムFC               | 2025年6月30日  |                                       |
| FW  | 27  | マルキーニョス ☆                | 2022年6月- | フルミネンセ           | 2025年12月31日 |                                       |

## 歴代監督

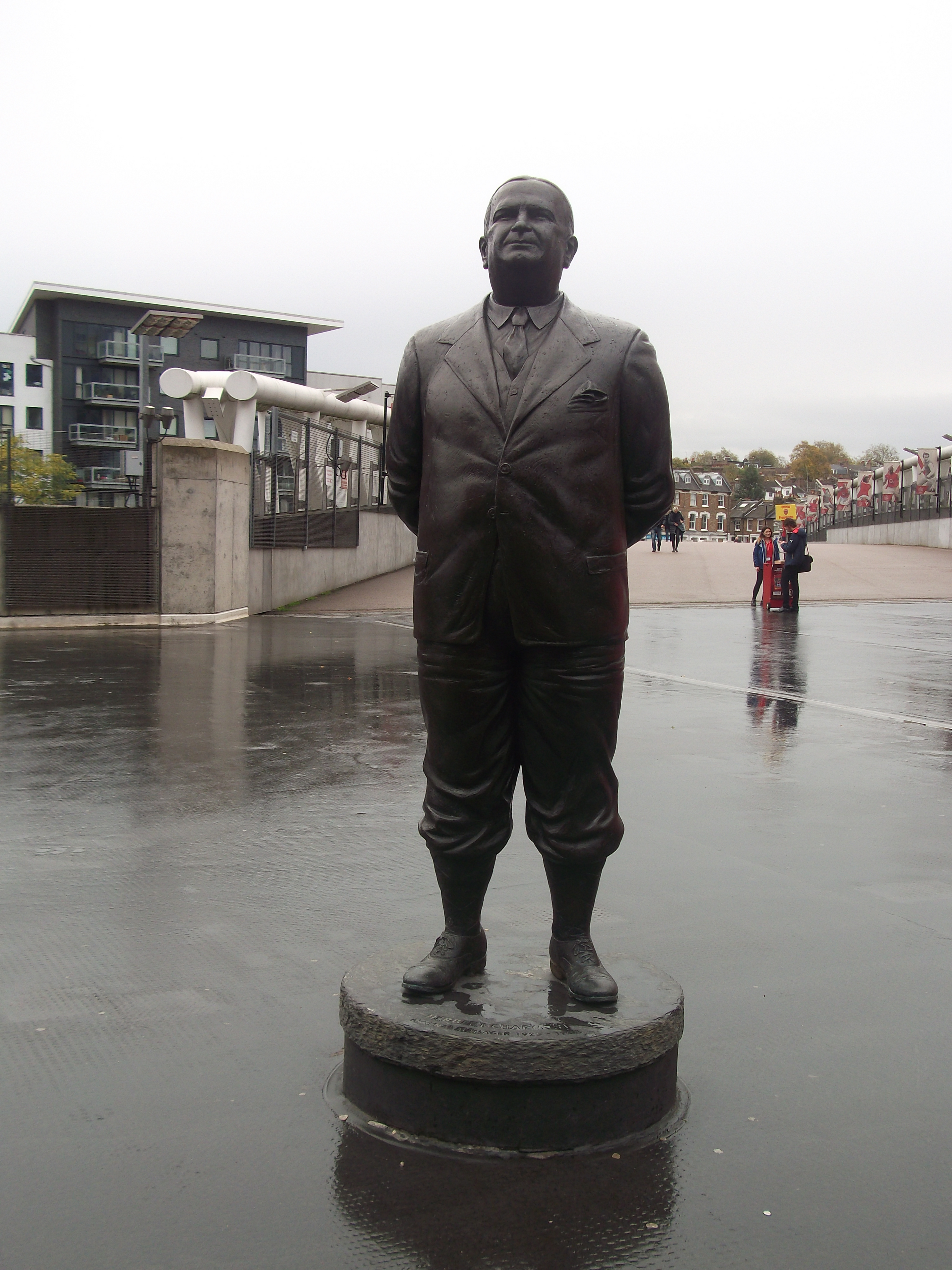
1925年から1934年の間監督を務めたハーバート・チャップマン像
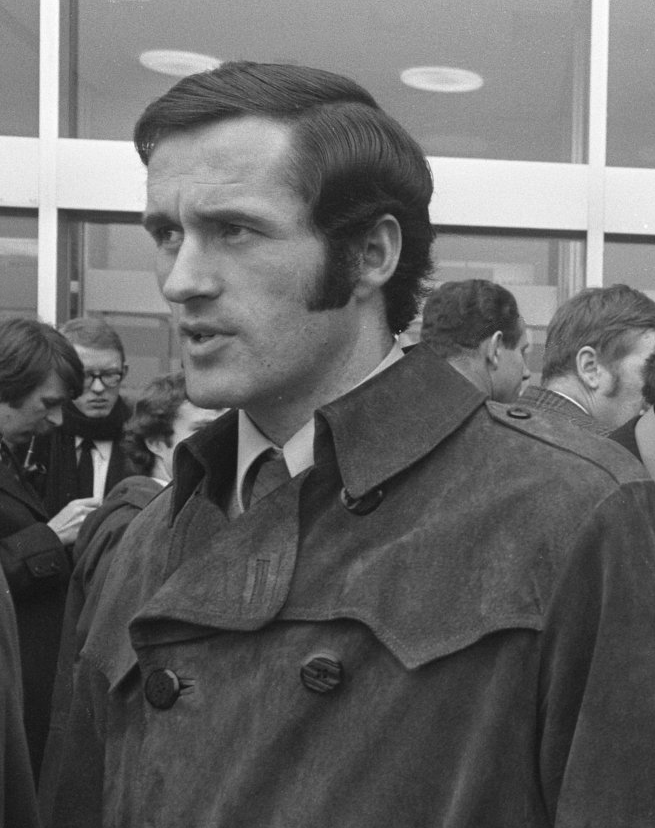
2度のリーグ優勝をもたらしたジョージ・グラハム
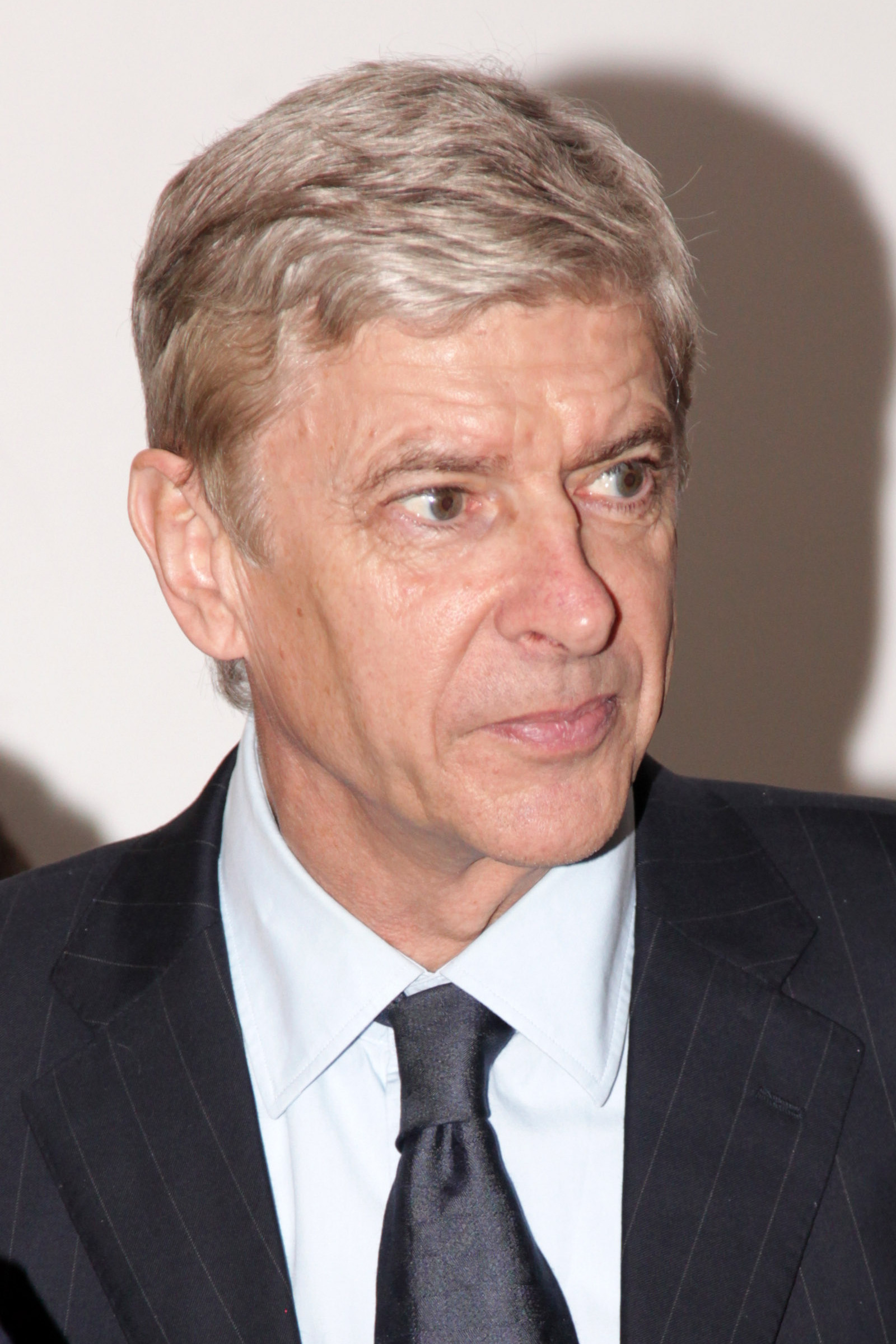
17つのタイトルを獲得したアーセン・ベンゲル

| 氏名                             | 国籍           | 期間                    |
| -------------------------------- | -------------- | ----------------------- |
| ハリー・ブラッドショー           | イングランド   | 1899.08.01 - 1904.05.01 |
| フィル・ケルソー                 | スコットランド | 1904 - 1908             |
| ジョージ・モレル                 | スコットランド | 1908 - 1915             |
| レスリー・ナイトン               | イングランド   | 1919 - 1925             |
| ハーバート・チャップマン         | イングランド   | 1925 - 1934             |
| ジョー・ショー                   | イングランド   | 1934                    |
| ジョージ・アリソン               | イングランド   | 1934 - 1947             |
| トム・ウィットトーカー           | イングランド   | 1947 - 1956             |
| ジャック・クレイトン             | イングランド   | 1956 - 1958             |
| ジョージ・スウィンディン         | イングランド   | 1958 - 1962             |
| ビリー・ライト                   | イングランド   | 1962 - 1966             |
| バーティー・ミー                 | イングランド   | 1966 - 1976             |
| テリー・ニール                   | 北アイルランド | 1976 - 1983             |
| ドン・ホーウィー                 | イングランド   | 1983.12.16 - 1986.05.22 |
| スティーブ・バーテンショー       | イングランド   | 1986.03.25 - 1986.05.14 |
| ジョージ・グラハム               | スコットランド | 1986.05.14 - 1995.02.21 |
| スチュワート・ヒューストン       | スコットランド | 1995.02.21 - 1995.06.08 |
| ブルース・リオッホ               | スコットランド | 1995.06.08 - 1996.08.12 |
| スチュワート・ヒューストン       | スコットランド | 1996.08.12 - 1996.09.16 |
| パット・ライス                   | 北アイルランド | 1996.09.16 - 1996.09.30 |
| アーセン・ベンゲル               | フランス       | 1996.09.30 - 2018.05.13 |
| ウナイ・エメリ                   | スペイン       | 2018.05.23 - 2019.11.29 |
| フレドリック・ユングベリ（暫定） | スウェーデン   | 2019.11.29 - 2019.12.21 |
| ミケル・アルテタ                 | スペイン       | 2019.12.22 -            |

## 歴代所属選手

### GK
- ボブ・ウイルソン（英語版） (1963-1974)
- ジミー・リマー（英語版） (1974-1977)
- パット・ジェニングス (1977-1984)
- デビッド・シーマン (1990-2003)
- アレクサンダー・マンニンガー (1997-2002)
- ラミ・シャーバン (2002-2004)
- イェンス・レーマン (2003-2008)
- マヌエル・アルムニア (2004-2012)
- ウカシュ・ファビアンスキ (2007-2014)
- ヴォイチェフ・シュチェスニー (2009-2017)
- エミリアーノ・マルティネス (2012-2020)
- ダビド・オスピナ (2014-2019)
- ペトル・チェフ (2015-2019)
- ベルント・レノ (2018-2022)
- アーロン・ラムズデール (2021-2024)
- ダビド・ラヤ(2023-)
- ネト(2024-)

### DF
- パット・ライス (1966-1980)
- デヴィッド・オレアリー (1975-1993)
- ケニー・サンソム (1980-88)
- トニー・アダムス (1983-2002)
- ヴィヴ・アンダーソン (1984-87)
- マーティン・キーオン (1984-86, 1993-2004)
- ナイジェル・ウィンターバーン (1987-2000)
- リー・ディクソン (1988-2002)
- スティーヴ・ボールド (1988-1999)
- レミ・ガルデ (1996-99)
- ネルソン・ビバス (1998-2001)
- アシュリー・コール (1998-2006)
- ラウレン・マイヤー (2000-2007)
- ソル・キャンベル (2001-2006, 2010)
- ジャスティン・ホイト (2002-2008)
- コロ・トゥーレ (2002-2009)
- フィリップ・センデロス (2003-2010)
- ガエル・クリシー (2003-2011)
- ヨハン・ジュルー (2004-2014)
- エマニュエル・エブエ (2005-2011)
- ウィリアム・ギャラス (2006-2010)
- バカリ・サニャ (2007-2014)
- キーラン・ギブス (2007-2017)
- トーマス・フェルメーレン (2009-2014)
- ローラン・コシールニー (2010-2019)
- アンドレ・サントス (2011-2013)
- ペア・メルテザッカー (2011-2018)
- カール・ジェンキンソン (2011-2019)
- ナチョ・モンレアル (2013-2019)
- エクトル・ベジェリン (2013-2022)
- マテュー・ドゥビュシー (2014-2018)
- カラム・チャンバース (2014-2022)
- ガブリエウ・パウリスタ (2015-2017)
- シュコドラン・ムスタフィ (2016-2021)
- ロブ・ホールディング (2016-2023)
- ステファン・リヒトシュタイナー (2018-2019)
- ソクラティス・パパスタソプーロス (2018-2021)
- ウィリアン・サリバ (2019-)
- ガブリエウ・マガリャンイス(2020-)
- 冨安健洋 (2021-2025)
- ベン・ホワイト (2021-)
- オレクサンドル・ジンチェンコ (2022-)
- ユリエン・ティンバー (2023-)
- リッカルド・カラフィオーリ (2024-)

### MF
- ジョージ・グラハム (1966-1972)
- リアム・ブレイディ (1973-1980)
- ブライアン・キッド (1974-1976)
- グレアム・リックス（英語版） (1975-88)
- マイケル・トーマス (1984-1991)
- ヨン・イェンセン (1992-1996)
- レイ・パーラー (1992-2004)
- デビッド・プラット (1995-1998)
- パトリック・ヴィエラ (1996-2005)
- エマニュエル・プティ (1997-2000)
- フレドリック・リュングベリ (1998-2007)
- ギー・デメル (2000-2001)
- ロベール・ピレス (2000-2006)
- ジョバンニ・ファン・ブロンクホルスト (2001-2004)
- エドゥ (2001-2005)
- 稲本潤一 (2001-2002)
- ジウベルト・シウバ (2003-2008)
- セスク・ファブレガス (2003-2011)
- ホセ・アントニオ・レジェス (2004-2007)
- セバスティアン・ラーション (2004-2007)
- アレクサンドル・ソング (2005-2006, 2006-2012)
- アレクサンドル・フレブ (2005-2008)
- アブー・ディアビ (2006-2015)
- トマーシュ・ロシツキー (2006-2016)
- サミル・ナスリ (2008-2011)
- ジャック・ウィルシャー (2008-2018)
- フランシス・コクラン (2008-2018)
- アーロン・ラムジー (2008-2019)
- ヨッシ・ベナユン (2011-2012)
- ウェリントン・シウバ (2011-2016)
- ミケル・アルテタ (2011-2016)
- アレックス・オックスレイド＝チェンバレン (2011-2017)
- サンティ・カソルラ (2012-2018)
- マチュー・フラミニ (2013-2016)
- メスト・エジル (2013-2021)
- グラニト・ジャカ (2016-2023)
- モハメド・エルネニー (2016-2024)
- ヘンリク・ムヒタリアン (2018-2020)
- エミール・スミス・ロウ (2018-2024)
- ダニ・セバージョス (2019-2021)
- トーマス・パーテイ (2020-)
- マルティン・ウーデゴール (2021, 2021-)
- ファビオ・ヴィエイラ (2023-)
- ジョルジーニョ (2023-2025)
- デクラン・ライス (2023-)
- ミケル・メリーノ (2024-)

### FW
- ジョージ・アームストロング（英語版） (1961-1977)
- ジョン・ラドフォード（英語版） (1964-1976)
- フランク・ステープルトン (1974-1981)
- アラン・サンダーランド（英語版） (1977-1984)
- トニー・ウッドコック (1982-1986)
- ナイアル・クイン  (1983-1990)
- ポール・マリナー (1984-1986)
- ポール・マーソン (1985-1997)
- ペリー・グローヴス (1986-1992)
- アラン・スミス (1987-1995)
- イアン・ライト (1991-1998)
- デニス・ベルカンプ (1996-2006)
- ルイス・ボア・モルテ (1997-1999)
- マルク・オーフェルマルス (1997-2000)
- ダヴォール・シューケル (1999-2000)
- ヌワンコ・カヌ (1999-2004)
- シルヴァン・ヴィルトール (2000-2004)
- ティエリ・アンリ (1999-2007, 2012)
- トマス・ダニレビシウス (2000-2001)
- ニコラ・アネルカ (1997-1999)
- ロビン・ファン・ペルシー (2004-2012)
- ニクラス・ベントナー (2005-2014)
- エマニュエル・アデバヨール (2006-2009)
- セオ・ウォルコット (2006-2018)
- アンドレイ・アルシャヴィン (2009-2013)
- エドゥアルド (2007-2010)
- マルアーヌ・シャマフ (2010-2013)
- ジェルヴィーニョ (2011-2013)
- 朴主永 (2011-2014)
- 宮市亮 (2011-2015)
- ジョエル・キャンベル (2011-2018)
- ルーカス・ポドルスキ (2012-2015)
- セルジュ・ニャブリ (2012-2016)
- オリヴィエ・ジルー (2012-2018)
- ヤヤ・サノゴ (2013-2017)
- チュバ・アクポム (2013-2018)
- アレクシス・サンチェス (2014-2018)
- ダニー・ウェルベック (2014-2019)
- アレックス・イウォビ (2015-2019)
- ルーカス・ペレス (2016-2018)
- 浅野拓磨 (2016-2019)
- アレクサンドル・ラカゼット (2017-2022)
- リース・ネルソン (2017-)
- ピエール＝エメリク・オーバメヤン (2018-2022)
- ブカヨ・サカ (2018-)
- ガブリエウ・マルティネッリ (2019-)
- ウィリアン (2020-2021)
- ガブリエウ・ジェズス (2022-)
- レアンドロ・トロサール (2023-)
- ラヒーム・スターリング (2024-)

## 歴代主将
| 期間      | 選手                             |
| --------- | -------------------------------- |
| 1986-1987 | ケニー・サンソム                 |
| 1988-2002 | トニー・アダムス                 |
| 2002-2005 | パトリック・ヴィエラ             |
| 2005-2007 | ティエリ・アンリ                 |
| 2007-2008 | ウィリアム・ギャラス             |
| 2008-2011 | セスク・ファブレガス             |
| 2011-2012 | ロビン・ファン・ペルシー         |
| 2012-2014 | トーマス・フェルマーレン         |
| 2014-2016 | ミケル・アルテタ                 |
| 2016-2018 | ペア・メルテザッカー             |
| 2018-2019 | ローラン・コシールニー           |
| 2019      | グラニト・ジャカ                 |
| 2019-2021 | ピエール＝エメリク・オーバメヤン |
| 2021-2022 | アレクサンドル・ラカゼット       |
| 2022-     | マルティン・ウーデゴール         |

## 個人記録

### 最多試合出場
| #  | 選手                         | 所属期間  | 試合数 |
| -- | ---------------------------- | --------- | ------ |
| 1  | デヴィッド・オレアリー       | 1975-1993 | 722    |
| 2  | トニー・アダムス             | 1983–2002 | 669    |
| 3  | ジョージ・アームストロング   | 1961-1977 | 621    |
| 4  | リー・ディクソン             | 1988-2002 | 619    |
| 5  | ナイジェル・ウィンターバーン | 1986–2000 | 584    |
| 6  | デビッド・シーマン           | 1990-2003 | 564    |
| 7  | パット・ライス               | 1967-1980 | 528    |
| 8  | ピーター・ストーリー         | 1962-1977 | 501    |
| 9  | ジョン・ラドフォード         | 1962–1976 | 481    |
| 10 | ピーター・シンプソン         | 1964–1978 | 477    |

### 最多得点
| 順位 | 選手名                 | 所属期間        | 得点数 |
| ---- | ---------------------- | --------------- | ------ |
| 1    | ティエリ・アンリ       | 1999–2007, 2012 | 228    |
| 2    | イアン・ライト         | 1991–1998       | 185    |
| 3    | クリフ・バスティン     | 1929–1946       | 178    |
| 4    | ジョン・ラドフォード   | 1962–1976       | 149    |
| 5    | ジミー・ブライン       | 1923–1931       | 139    |
| 5    | レッド・ドレイク       | 1934–1945       | 139    |
| 7    | ダグ・リッシュマン     | 1948–1956       | 137    |
| 8    | ロビン・ファン・ペルシ | 2004–2012       | 132    |
| 9    | ジョー・ハルム         | 1926–1938       | 125    |
| 10   | デイヴィッド・ジャック | 1928–1934       | 124    |